# Monsters at Work
Čudovišta na djelu (eng. Monsters at Work) je američka humoristična animirana serija, koja je 2021. nastala pod vodstvom Bobs Gannaway-a.

## Glasovi
- John Goodman - James P. "Sulley" Sullivan
- Billy Crystal - Michael "Mike" Wazowski
- Ben Feldman - Tylor Tuskmon
- Mindy Kaling - Val Little
- Henry Winkler - Fritz
- Lucas Neff - Duncan P. Anderson
- Alanna Ubach - Katherine "Cutter" Sterns
- Jennifer Tilly - Celia Mae
- Bob Peterson - Roz / Roze

## Vanjske poveznice
|  | Zajednički poslužitelj ima još gradiva o temi Monsters at Work |